# Temporada de ciclones en el suroeste del Índico de 1959-60
La temporada de ciclones en el suroeste del océano Índico de 1959-1960 marcó el comienzo de la denominación de ciclones tropicales en la cuenca.

## Ciclones tropicales

### Ciclón tropical de noviembre
El 26 de noviembre de 1959, se observó un ciclón tropical al noreste de Madagascar. La tormenta se desplazó hacia el oeste y pasó por el norte de la isla el 6 de diciembre. Dos días después, la tormenta atravesó las Comoras. El 9 de diciembre, el ciclón azotó el noreste de Mozambique y se disipó poco después.

### Ciclón tropical de diciembre
El 26 de diciembre de 1959, se observó por primera vez un ciclón tropical al oeste de Diego García. El sistema se desplazó primero hacia el oeste y pasó al norte de la isla Tromelin el 30 de diciembre. Luego, su trayectoria cambió hacia el suroeste, lo que llevó a la tormenta entre Madagascar y Réunion. La tormenta se observó por última vez el 4 de enero, cuando se desplazaba hacia el sur, alejándose de la tierra.

### Ciclón tropical Alix
El 10 de enero de 1960, se desarrolló un ciclón tropical al sur de Diego García, que eventualmente se convertiría en el ciclón Alix, la primera tormenta con nombre en la cuenca. La tormenta se desplazó hacia el oeste durante varios días y finalmente se acercó a St. Brandon el 17 de enero. Después de virar hacia el sur, el ciclón Alix pasó entre Mauricio y Réunion el 19 de enero, produciendo ráfagas de viento de 200 km/h (120 mph) y una presión barométrica de 970 mbar (29 inHg). La tormenta giró hacia el sureste y fue observada por última vez el 21 de enero.
Durante su paso cerca de Mauricio, el ciclón Alix mató a ocho personas y dejó heridas a más de 100. El ciclón destruyó más de 20.000 chozas y edificios, y dejó a 21.000 personas sin hogar. Las precipitaciones en la isla alcanzaron los 168 mm.

### Ciclón tropical Carol
El 27 de febrero de 1960, el ciclón Carol azotó Mauricio, produciendo ráfagas de viento de 256 km/h (159 mph), las más fuertes registradas hasta ese momento y solo superadas por el ciclón Gervaise en 1975. Carol mató a 42 personas en Mauricio e hirió gravemente a otras 95. La tormenta destruyó o dañó gravemente unas 100.000 casas, dejando a más del 15% de la población de la isla sin hogar, o a más de 100.000 personas, de las cuales 70.000 se quedaron en refugios de emergencia. Los fuertes vientos también arruinaron alrededor del 60% de la cosecha de azúcar. Los daños causados por la tormenta se estimaron en 450 millones de rupias (95 millones de dólares estadounidenses). El personal de King's African Rifles y la Cruz Roja distribuyeron suministros de socorro después del desastre.

### Depresión tropical Diana
La depresión tropical Diane se formó en el suroeste del canal de Mozambique el 18 de marzo. Se desplazó hacia el noreste y luego hacia el este, golpeando el oeste de Madagascar al norte de Morondava el 22 de marzo. Diane cruzó la isla y se dirigió hacia el sureste sobre el océano Índico. El 24 de marzo, la depresión pasó al suroeste de Réunion y fue observada por última vez cuatro días después.

### Depresión tropical Elisa
La última tormenta conocida de la temporada, la depresión tropical Elise, se formó el 30 de marzo al sureste de Diego García. Elise se desplazó hacia el suroeste y gradualmente giró más hacia el sur, alcanzando vientos estimados de 120 km/h (75 mph). Después de que la tormenta acelerara hacia el sureste, se la observó por última vez el 7 de abril saliendo de los trópicos.

### Otros sistemas
- El 27 de octubre se observó por primera vez una depresión tropical al noreste de Madagascar. El 2 de noviembre, la tormenta azotó el norte de Madagascar y se disipó tres días después.[1][14]

- Del 20 al 26 de noviembre, una depresión tropical se formó en la parte noreste de la cuenca. El sistema se desplazó hacia el oeste, luego hacia el sur y nuevamente hacia el oeste antes de disiparse.[15]

- Del 15 al 18 de enero, una depresión tropical estuvo presente cerca de las Comoras.[1] La depresión tropical Brigitte se formó en el canal de Mozambique el 28 de enero, cerca de la isla Juan de Nova. Se desplazó hacia el oeste-suroeste y se observó por última vez el 1 de febrero.[1][16]